# Стьюиэйк
Стьюиэйк (англ. Stewiacke, МФА: [ˈstjuːiæk]) — город, расположенный в южной части округа Колчестер, Новая Шотландия, Канада. Город был основан 30 августа 1906 года.

## География
Город расположен в долине Стьюиэйк, в месте слияния рек Стьюиэйк и Шабенакади, а также является центром обслуживания и поддержки местных сельскохозяйственных сообществ, а также служебным съездом с шоссе 102.
Отмечается, что город расположен на полпути между Северным полюсом и Экватором (который на самом деле находится в Олтоне, Новая Шотландия). Споры в прошлом по поводу этого утверждения проистекают из того факта, что Земля не является идеальной сферой, и поэтому отметка на полпути находится примерно в 16 км к северу от 45-й параллели.

## История
Стьюиэйк был назван на языке местных коренных народов Микмак, это слово обозначает «вытекающий небольшими ручейками», «извилистая река» или «хнычущий или скулящий на ходу». Во время войны между Францией и Индией британцы построили в этом районе форт Эллис, чтобы защитить плантаторов Новой Англии от набегов микмаков.

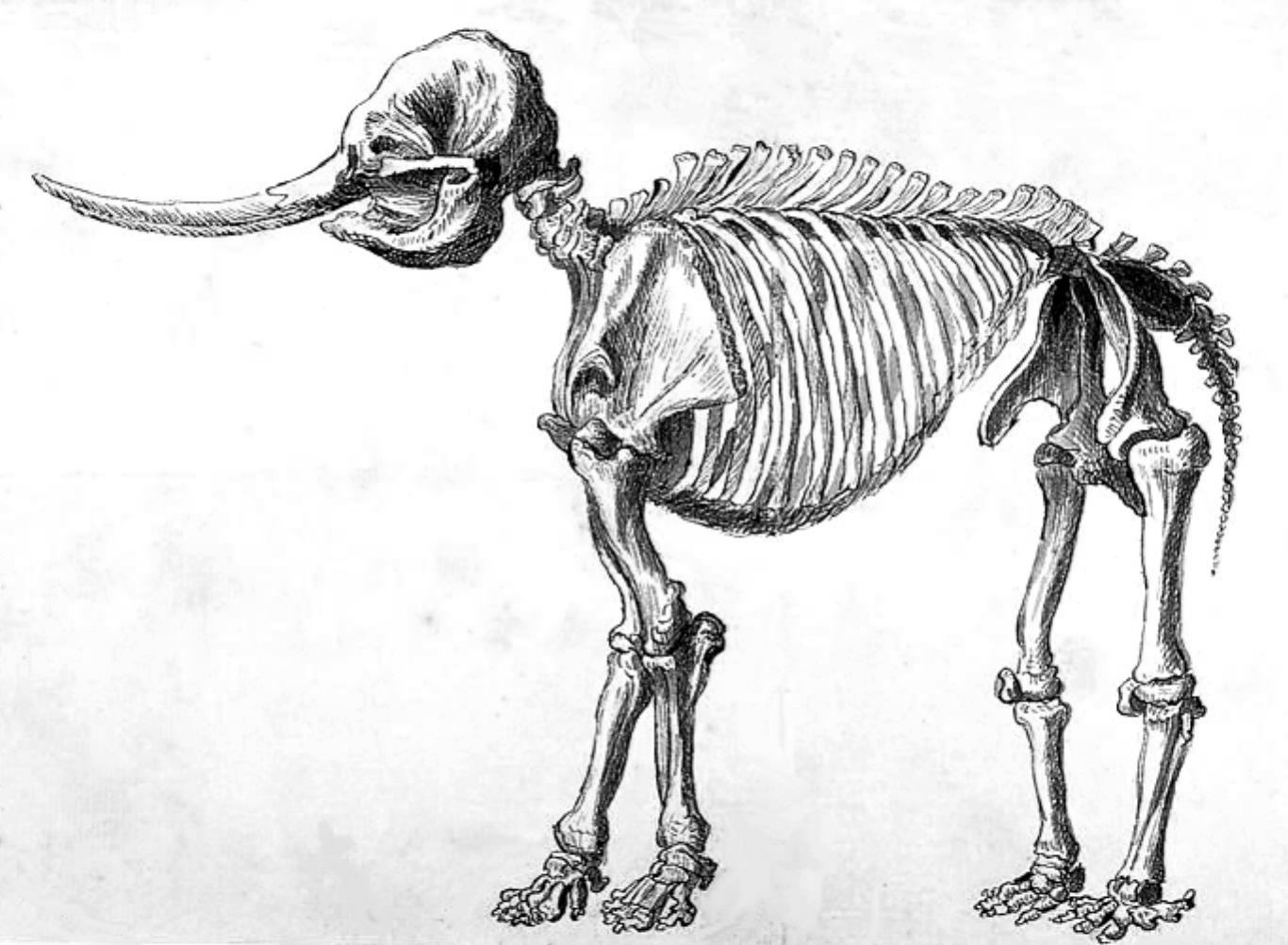
Рисунок скелета мастодонта. Автор — Рембрандт Пил.

В конце 1990-х годов недалеко от съезда с городского шоссе открылась туристическая достопримечательность под названием хребет мастодонта, основанная на местной находке скелета мастодонта. В комплексе Mastodon Ridge есть магазин ремесел, магазин игрушек, мини-гольф и центр интерпретации, в котором выставлены несколько костей мастодонта.
Также в городе есть бар, аптека, продуктовый магазин, пиццерия, многочисленные рестораны быстрого питания, две заправочные станции, хозяйственный магазин, поле для гольфа с 18 лунками и недавно построенная начальная школа, которая объединяет 2 бывшие местные школы.
В Стьюиэйке также находится добровольная пожарная команда, которая стала первым подразделением в Северной Америке, использовавшим специальную пену в качестве средства пожаротушения, наряду с другими достижениями, связанными с внедрением определённых противопожарных устройств.
Самое печально известное событие в городе произошло 12 апреля 2001 года, когда местный подросток, находясь дома в школьный выходной день, подделал железнодорожный переключатель на магистрали CN Rail Галифакс-Монреаль, в результате чего поезд Via Rail Canada Ocean сошел с рельсов несколько минут спустя, когда он проходил через центр города. Несколько зданий и железнодорожных вагонов были разрушены, многие люди получили ранения, в том числе тяжелые, хотя погибших не было.